# Cuesta de los Ciegos (Madrid)
La cuesta de los Ciegos es una empinada vía pública de la ciudad española de Madrid, que asciende desde la calle de Segovia hasta la plazuela de la Morería en el barrio de Palacio de la ciudad de Madrid. Francisco de Quevedo la incluye en su burlesca Guía de los hijos de Madrid y la sanidad y la moda (16) y la describe como «paraje del Desengaño».

## Historia
En su origen era una ladera de pronunciada pendiente al pie del cerro de Las Vistillas, y como tal aparece aunque innominada en el plano de Texeira de 1656, y ya como «cuesta de los Ciegos» en el de Espinosa (1769). El curioso nombre, tan legendario como la historia urbana del lugar, rememora la existencia de unas casuchas habitadas por músicos ciegos. Otra versión, más católica y fabulosa, implica al propio san Francisco de Asís, cuando en su visita a España para hacer el Camino de Santiago, y de paso por el Madrid de 1214 para fundar el cenobio que luego llegaría a ser la Real Basílica de San Francisco el Grande, topó un día con los desgraciados melómanos y como fuera que llevaba una cántara de aceite que le había regalado el prior de San Martín, decidió compartirla con los invidentes (que en esta versión eran solo dos). Y como se le ocurriera la idea de ungirles frente y párpados con aquel improvisado óleo, ocurrió que milagrosamente recuperaron la vista.

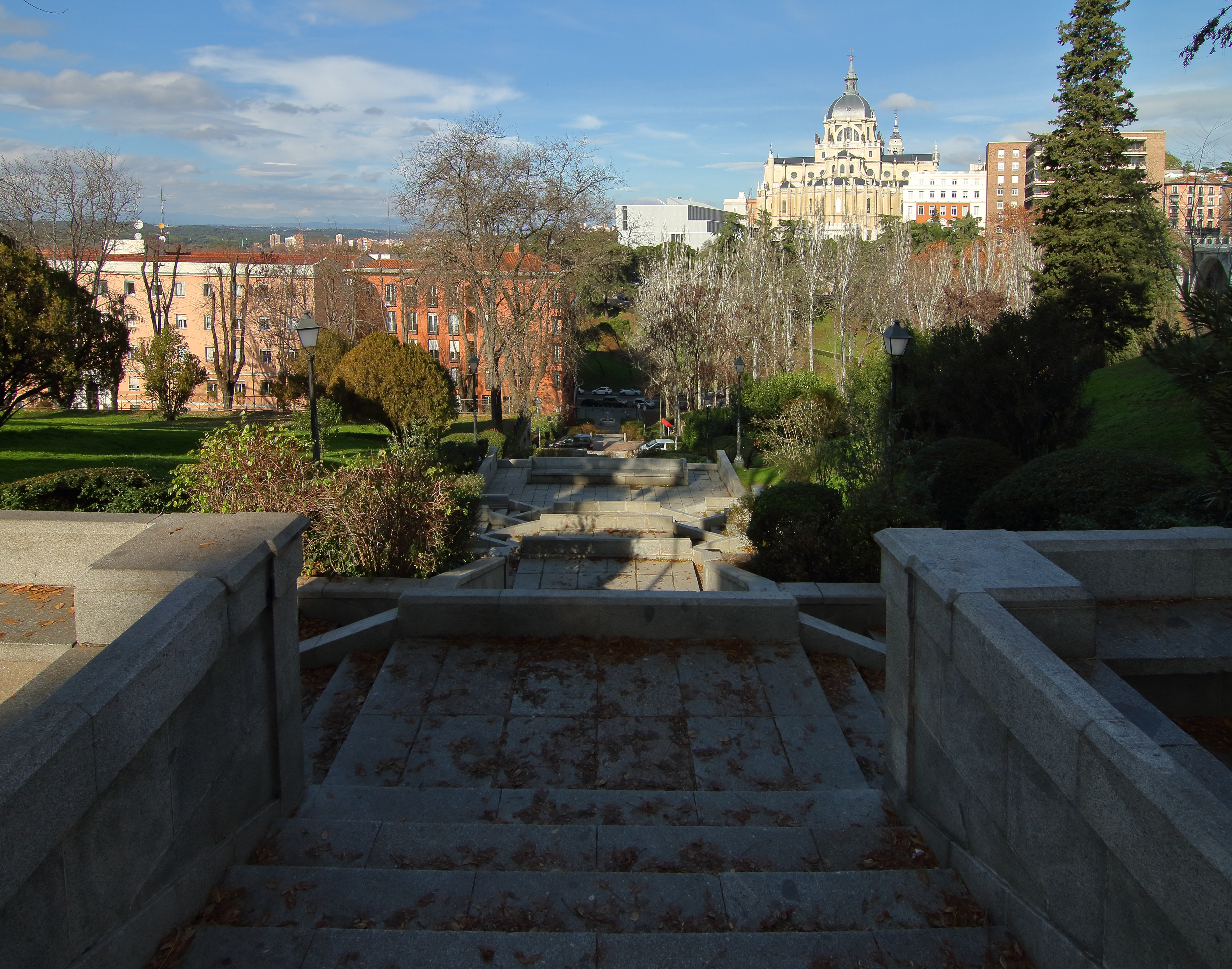
Cuesta de los Ciegos desde la calle de la Morería; al fondo, la Catedral de la Almudena y el Museo de las Colecciones Reales (2016).

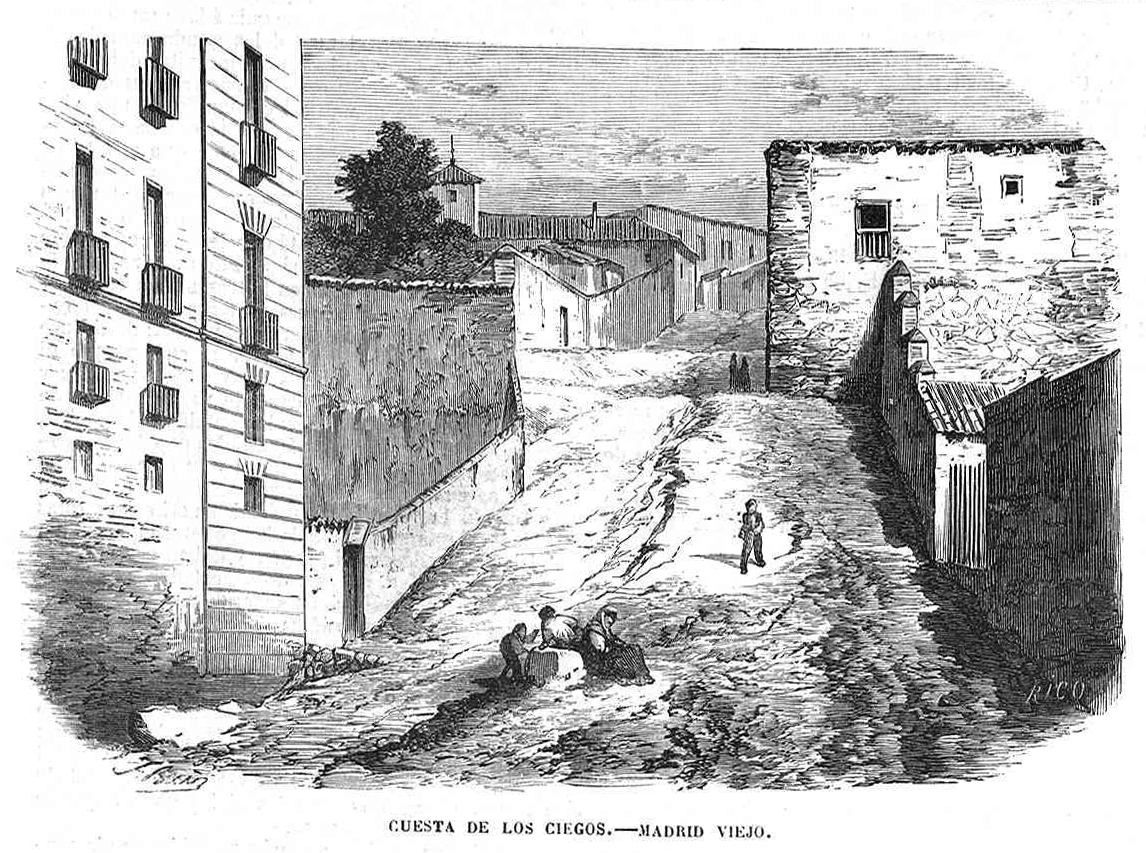
Cuesta de los Ciegos.—Madrid viejo (El Museo Universal, 1865).

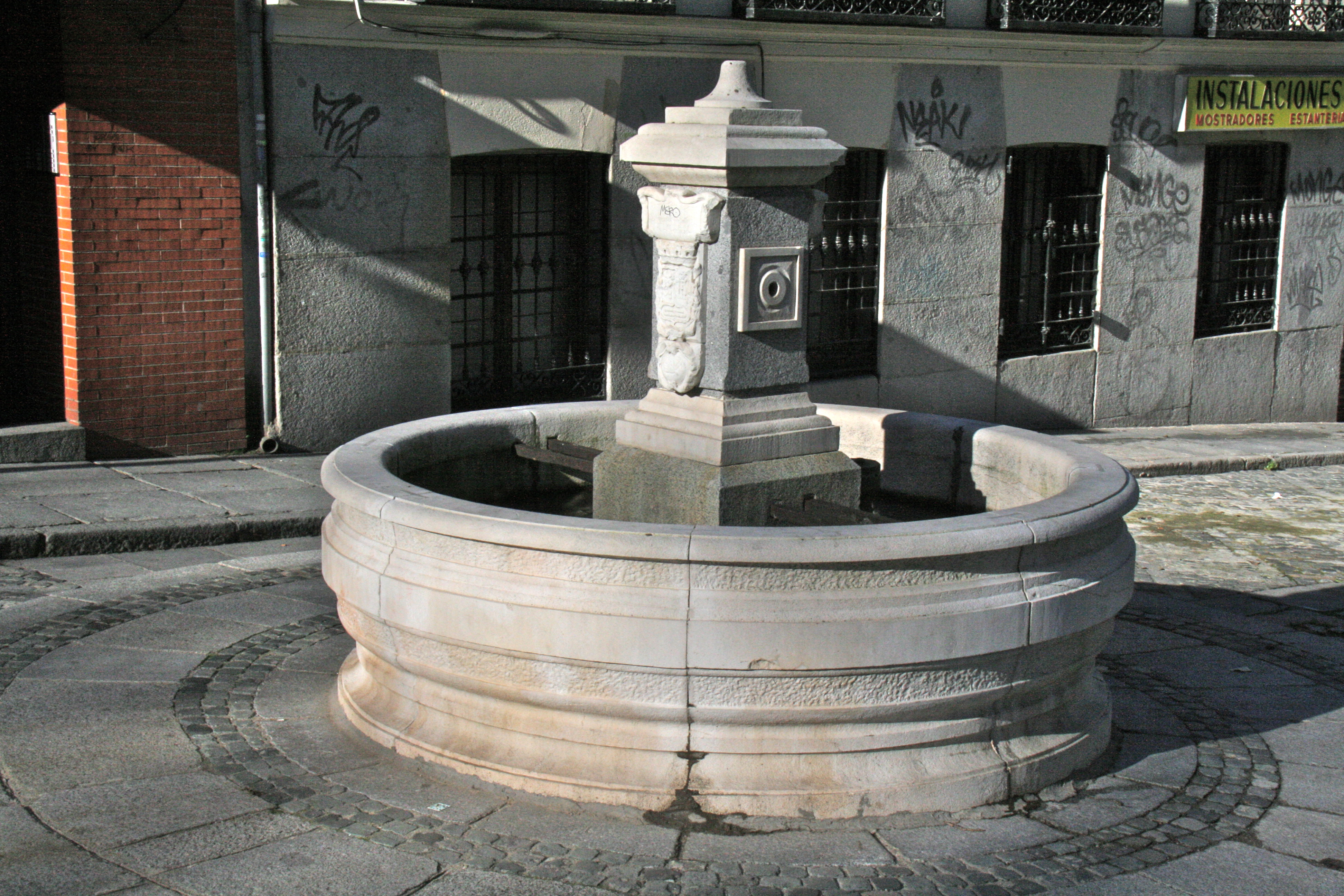
Caño de vecindad al pie de la Cuesta de los Ciegos en 2010.

Al pie de la cuesta, en una pequeña plazuela en el inicio de la calle, se conserva el caño de vecindad o pilón del periodo republicano, instalado en 1932. Esta fuente ha conservado hasta hoy, grabado en piedra, el escudo de la Segunda República. Desde la referida plazuela parte y va ascendiendo en zig-zag una escalinata de granito con 254 escalones, construida a principios del siglo xx, que lleva hasta la plaza de Gabriel Miró, en la intersección de la calle de la Morería con la de Yeseros.

### Subsuelo medieval
Diversos investigadores dan noticia del conjunto de pasadizos, galerías de alcantarillado y «viages» de origen árabe y medieval que minan el subsuelo gran parte del barrio de la Morería. Construidas de mampostería y con ladrillo enfoscado, sus túneles alcanzan presumiblemente el cercano Palacio Real, como el pasadizo que sale de los sótanos del edificio que alberga la Academia de Ingeniería en la calle de Don Pedro. En concreto, bajo la Cuesta de los Ciegos, y paralelo a la vieja muralla, se conserva una red de pasadizos, algunos de dos metros de altura por 1,20 de ancho, por los que aún corren hilos de agua limpia.

## Presencia en el cine
La escalinata de la Cuesta de los Ciegos ha sido y es un escenario frecuente en el cine español. En ella se han rodado escenas de, entre otras, las siguientes películas: Los chicos (Marco Ferreri, 1959), La busca (Angelino Fons, 1966),Yo hice a Roque III (Mariano Ozores, 1980), El jardín secreto (Carlos Suárez, 1984), Madrid (Basilio Martín Patino,) 1987), Después del sueño (Mario Camus, 1992) y La reconquista (Jonás Trueba), 2017).